# Filiberto Milliet
Filiberto Milliet de Faverges (Philibert François Milliet de Faverges) (Chambéry, 5 aprile 1561 – Torino, 4 settembre 1625) è stato un arcivescovo cattolico italiano.

## Biografia
Filiberto Milliet, nacque il 5 aprile 1561, figlio del barone Louis de Faverges, già arcicancelliere del duca di Savoia Carlo Emanuele I, e fratello di Prospero, cavaliere di Malta.
Avviato alla carriera ecclesiastica, compì i propri studi a Roma, dove conseguì una laurea in utroque iure il 5 aprile 1585. Sempre nella capitale pontificia venne in seguito ordinato sacerdote e nominato rettore della chiesa di Sant'Andrea a Trinità dei Monti, ricevendo "in commenda" da Gregorio XIII il priorato di San Pietro di Lemenc (Chambéry), nella diocesi di Ginevra.
Il 4 aprile 1590 papa Sisto V lo creò vescovo titolare di Gerapoli di Frigia, succedendo in seguito ad un proprio zio nella sede episcopale della diocesi di San Giovanni di Moriana, garantendosi così anche la fama del duca Carlo Emanuele I che lo nomina dapprima suo consigliere e poi gran cancelliere dell'Ordine supremo della Santissima Annunziata, nonché abate del monastero di Aulps, in Savoia.
Il 17 dicembre 1618 fu promosso alla sede arcivescovile di Torino, città in cui morì nel 1625.

## Stemma
| Immagine | Blasonatura |
| -------- | --- |
| \| \|    | Filiberto Millet Arcivescovo di Torino Nel 1 e nel 4 d'argento ad una fascia di rosso caricata di due del campo, ed accompagnata in capo d'un leone nascente di verde armato d'oro; nel 2 e nel 3 di rosso ad una banda d'argento caricata di due del campo, e sopra il tutto lo scudetto d'azzurro col cavalletto o capriolo d'oro caricato d'un altro cavalletto di rosso ed accompagnato da tre stelle d'oro, due in capo ed una in punta. |
|          | |

## Successione apostolica
La successione apostolica è:
- Vescovo Carlo Bobba (1619)
- Vescovo Giovanni Francesco di Sales (1621)
- Vescovo Francesco Sperelli (1621)
- Arcivescovo Antonio Provana (1623)